# Aucey-la-Plaine

Aucey-la-Plaine este o comună în departamentul Manche, Franța. În 1 ianuarie 2022 avea o populație de 413 de locuitori.